# Yamaha Majesty
Lo Yamaha Majesty è uno scooter presentato dalla Yamaha Motor in Giappone nel 1995 ed esportato in seguito anche sui mercati europei. È stato reso disponibile in cilindrate diverse comprese tra 125 e 400 cm3.

## Il contesto
Al momento del lancio, avvenuto nella versione da 250 cm3, i colori disponibili erano quattro (blu, grigio, rosso e nero) tutti metallizzati e con i fascioni sotto scocca chiari o scuri a seconda della tonalità del colore scelto.
I primi esemplari avevano un solo freno a disco anteriore mentre montavano un freno a tamburo al posteriore, accompagnato da un freno a mano posto sulla leva di sinistra.
Il motore era raffreddato a liquido a quattro tempi due valvole. La prima serie rimase in commercio sino al 1999 anno in cui ci fu un leggero restyling che riguardava luce di cortesia nel sotto sella, nuovo disegno degli specchietti, nuovi colori con fascioni in tinta, plastiche nere e non più grigio scuro, assenza del poggiapiedi posteriore, plastiche più rigide dei fascioni, contachilometri con fondo nero, sportello carburante con tasto, cerchi delle ruote grigio chiaro, nuove cuciture della sella, leve freno nere opaco e stemma Yamaha in rilievo.
Tutte le versioni erano equipaggiate col doppio cavalletto e a differenza di altri concorrenti il Majesty aveva due agganci per trainare il veicolo.
Nel 2003 è stata resa disponibile la versione da 400 cm3.